# Margara
Margara (Armeens: Մարգարա, ook geromaniseerd als Markara ; vroeger Margara-Gök) is een plaats in de Armeense provincie Armavir.  Margara ligt op 840 meter boven zeeniveau, aan de Armeens-Turkse grens die gevormd wordt door de Araks-rivier. Margara telde 1256 inwoners volgens de volkstelling 2011.
De brug over de Araks bij het dorp is de dichtstbijzijnde grensovergang vanuit de Armeense hoofdstad Jerevan naar Turkije. De grensovergang en de brug kwamen in februari 2023 in het nieuws, na de aardbeving in Zuid-Turkije. Via deze brug werden Armeense hulpgoederen naar Turkije vervoerd, een unicum in de Armeens-Turkse relaties en de eerste keer sinds de Turkse sluiting in 1993 dat er grensoverschrijdend verkeer overheen ging.

## Demografie
Volgens de volkstelling van 2011 had Margara 1256 inwoners. 
| Jaar                                              | 1831 | 1897 | 1926 | 1939 | 1959 | 1970 | 1979 | 2001 | 2011 |
| ------------------------------------------------- | ---- | ---- | ---- | ---- | ---- | ---- | ---- | ---- | ---- |
| Aantal                                            | 140  | 1092 | 843  | 948  | 974  | 1101 | 1174 | 1422 | 1256 |
| Verantwoording data: 1831-2001, volkstelling 2011 |      |      |      |      |      |      |      |      |      |

## Historische foto's
Op verzoek van het International Labour Office (ILO) en de Volkenbond reisde Fridtjof Nansen in 1925 met een aangewezen commissie van deskundigen naar Armenië. Ze onderzochten het land wegens de plannen van kunstmatige irrigatie van de woestijnige Araksvallei met het oog op de overbrenging van Armeense vluchtelingen en slachtoffers van de Armeense genocide naar Armenië. De reis door Armenië vond plaats in de periode 16 juni tot 2 juli 1925. Nansen observeerde bij Margara de "moderne ijzeren brug die over de rivier [Araks] voert, die hier de grens vormt tussen Armenië en Turkije". De rivier was hier ter plekke "breed en ondiep" met een "ondiepe bedding die in de vlakte is uitgeschuurd".

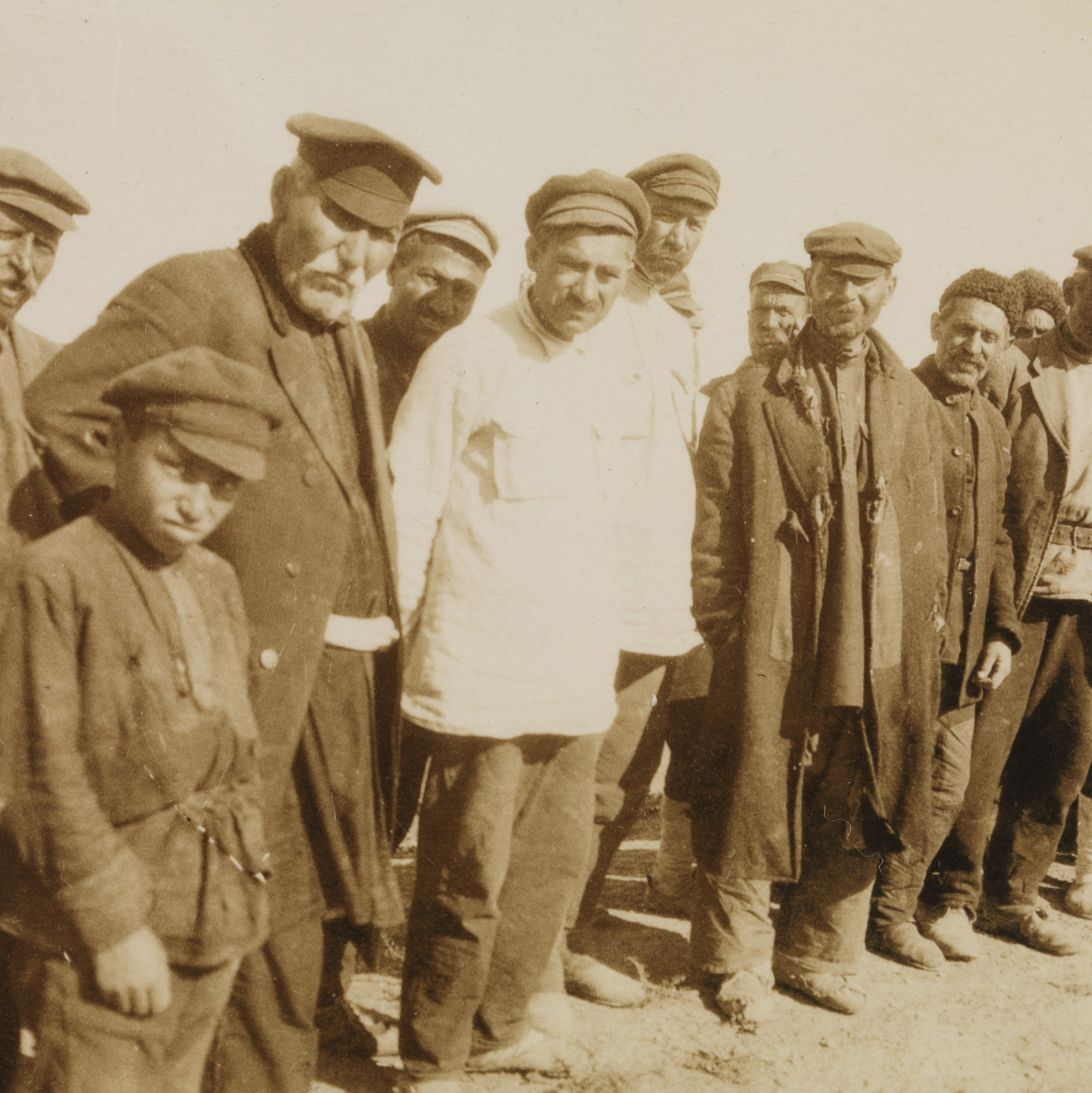
Nieuwsgierige mannen uit het dorp Margara verzamelen zich rond de auto van de commissieleden.
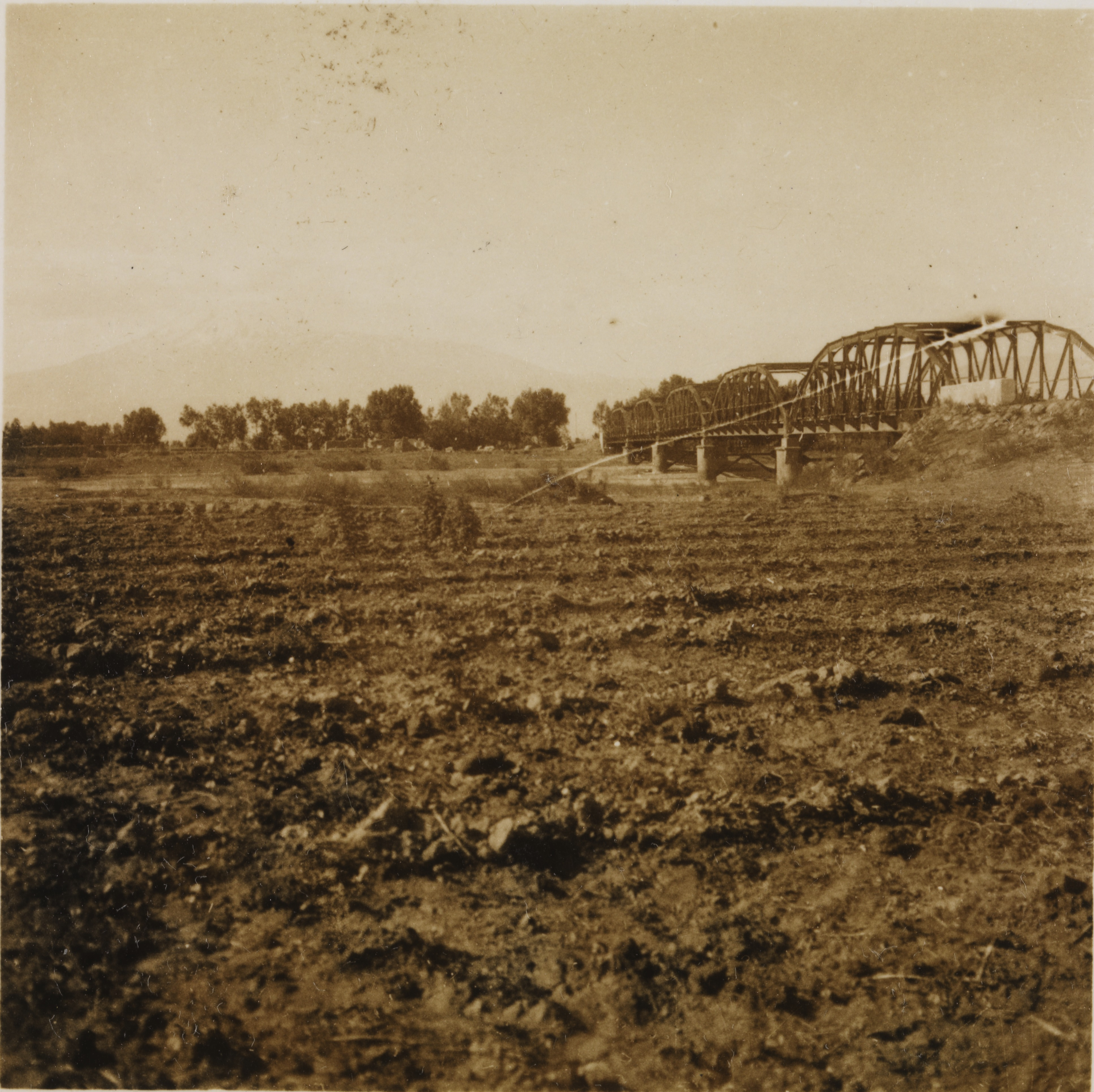
Een moderne ijzeren brug over de rivier de Araks buiten het dorp Margara.
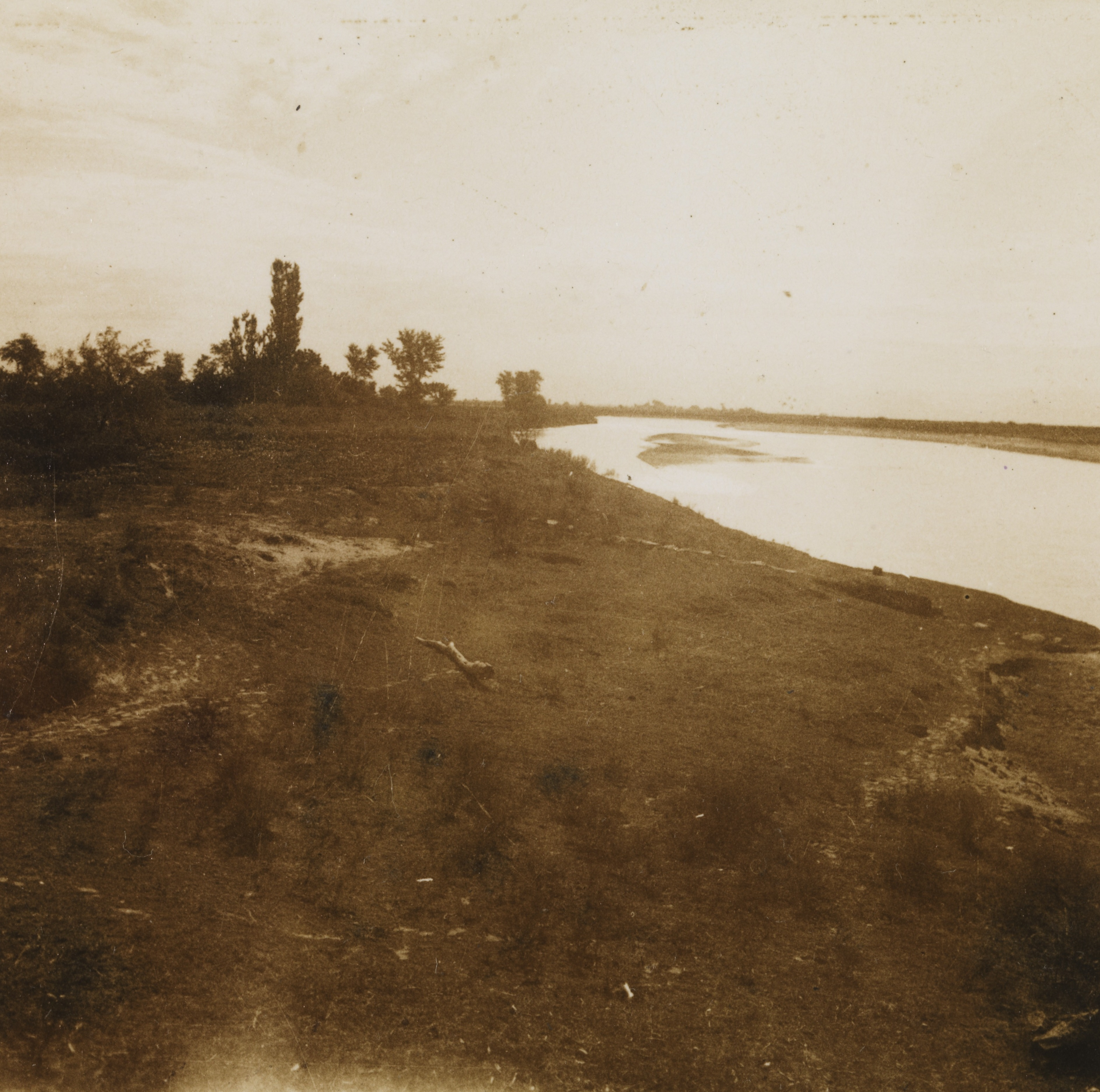
De rivier de Araks die de grens vormt met Turkije, gezien ten zuiden van de brug.